# Manuel Pinto Neto da Cruz
Manuel Pinto Neto da Cruz, barão com grandeza de Muriaé CvC (Campos dos Goytacazes, 26 de fevereiro de 1790 – Campos dos Goytacazes, 12 de junho de 1855) foi um fidalgo e abastado fazendeiro brasileiro.
Grande do Império, foi fidalgo cavaleiro, comendador da Imperial Ordem de Cristo e cavaleiro da Ordem Militar de Cristo. Elevado a barão por decreto de 15 de abril de 1847
Filho do Capitão Jerônimo Pinto Neto e de D. Antonia Joaquina da Cruz; era primo de Joaquim Pinto Neto dos Reis, primeiro barão de Carapebus.
Foi abastado senhor de terras e escravos em Campos dos Goytacazes (RJ), era proprietário, entre outras, da Fazenda São Francisco de Paula, depois conhecida como Fazenda da Baronesa, cujo imponente solar pertence à Academia Brasileira de Letras.
Sua família recebeu o Imperador Dom Pedro II em diversas ocasiões. Escreveu Alberto Lamego : “O velho solar que guarda o nome de “fazenda da baroneza”, que hospedou testas coroadas e fidalgos, em cujos salões faiscantes de prataria e cristaes, tiveram lugar os mais afamados banquetes e bailes da época”. A "Collecção D. Rosa Joaquina", em Macaé (RJ), guarda grande parte do recheio proveniente do Solar da Baronesa, como, por exemplo, peças do histórico serviço "Vieux Paris", comprado para receber o Imperador em 1847.

## Descendência
Casou-se com a campista Raquel Francisca Ribeiro de Castro, "Quequé", nascida a 2 de março de 1798 e falecida em 28 de setembro de 1881. Em 1880, já viúva, foi feita Viscondessa de Muriaé. A viscondessa era filha de Manuel Antônio Ribeiro de Castro, barão com grandeza de Santa Rita, e de Ana Francisca Batista de Almeida Pinheiro, conhecida como "A Fortuna", por ser herdeira de imenso latifúndio.
Desse casamento foram gerados:
1. Manuel Pinto Neto da Cruz Filho (1821-1870), engenheiro, proprietário de elegante casa em São Martinho, onde recebeu a Princesa Isabel e o Conde d’Eu, em 1868. Casou-se com sua prima Maria Pinto Neto da Cruz(1831), "Marrequinha Carapebus", única mulher agraciada com uma honraria (Dama Honorária do Palácio) durante a primeira visita de Dom Pedro II, em 1847, filha dos primeiros barões de Carapebus, portanto, irmã do conde de Carapebus. O casal testou, a duas mãos, no dia 9 de abril de 1859, e não deixou descendência.
2. Maria Antônia de Castro Neto (1824-1909), "Totonha", viscondessa de Santa Rita, casada com seu tio materno José Ribeiro de Castro, visconde de Santa Rita. Com descendência.
3. Ana Joaquina de Castro Neto (1825-1895), "Quiquinha", herdeira da Fazenda e Solar São Francisco de Paula, ditos da Baronesa (Campos), casada com seu tio materno o comendador Antônio Ribeiro de Castro, abastado fazendeiro, formado em direito em Coimbra e que recebeu o título de cavaleiro da Imperial Ordem da Rosa, em 15 de abril de 1847, sendo membro de confrarias religiosas e instituições científicas no Brasil e no exterior. Com descendência.
4. Jerônimo Pinto Neto, médico, casado com sua prima Raquel Francisca de Almeida Pereira (1837-1874), "Chicá Almeida", filha do comendador João de Almeida Pereira, pais de: Manoel Pinto Neto da Cruz Sobrinho, casado com Joaquina do Loreto Lima Nogueira da Gama, filha dos barões de Santa Monica, sem geração.
5. Francisca Carolina de Castro Neto (1829), "Chichizinha", casada com José de Siqueira Tinoco (1818-1881), médico, cavaleiro da Imperial Ordem da Rosa, proprietário da Fazenda de São Pedro na Freguesia de Nossa Senhora da Natividade do Carangola, com importante fábrica movida a água, filho do capitão José Ferreira Tinoco e de Ana Edwiges da Conceição Siqueira, sendo, portanto, sobrinho do visconde e irmão da viscondessa de Itabapuana. Com descendência.
6. Raquel Francisca de Castro Neto (1830-1926), "Quequézinha", condessa consorte de Araruama por seu casamento com o primo Bento Carneiro da Silva (1826-1892), conde de Araruama, político, empresário, proprietário da Fazenda da Mandiquera (Quissamã), filho dos primeiros viscondes de Araruama. Com descendência.
7. Antônia Carolina de Castro Neto (1834-1916), "Sinhazinha" ou "Cazuza", casada com Aires Pinto de Miranda Montenegro (1831-1873), o "Nhô Pequeno", comendador, político, filho dos segundos Viscondes de Vila Real da Praia Grande. Com descendência, sendo pais da Baronesa de Maia Monteiro.